# The Dirty Dozen
The Dirty Dozen (bra: Os Doze Condenados; prt: Doze Indomáveis Patifes) é um filme estadunidense de 1967, do gênero filme de guerra, dirigido por Robert Aldrich e com roteiro baseado em livro de E.M. Nathanson.

## Sinopse
Em 1944, durante a II Guerra Mundial, doze soldados aliados condenados estão sendo treinados pelo major Reisman com o objetivo de partirem para uma missão quase suicida. Os que sobreviverem serão perdoados e reintegrados.

## Elenco
- Lee Marvin — major John Reisman
- Ernest Borgnine — general Worden
- Robert Ryan — coronel Everett Dasher Breed
- Richard Jaeckel — sargento Clyde Bowren
- George Kennedy — Major Max Ambruster
- Charles Bronson — condenado Joseph T. Wladislaw
- Jim Brown — condenado Robert T. Jefferson
- John Cassavetes — condenado Victor Franco
- Trini Lopez — condenado Pedro Jiminez
- Telly Savalas — condenado Archer J. Maggott
- Donald Sutherland — condenado Vernon L. Pinkley
- Clint Walker — condenado Samson Posey
- Tom Busby — condenado Milo Vladek
- Ben Carruthers — condenado Glenn Gilpin
- Stuart Cooper — condenado Roscoe Lever
- Colin Maitland — condenado Seth K. Sawyer
- Al Mancini — condenado Tassos R. Bravos
- Ralph Meeker — capitão Stuart Kinder
- Robert Webber — general Denton
- Robert Phillips — Carl Morgan
- George Roubicek — Arthur James Gardner
- Thick Wilson — capitão Haskell

## Principais prêmios e indicações
Oscar
- Indicado nas categorias de melhor ator coadjuvante (John Cassavetes), melhor edição e melhor som. Vencedor do Oscar de melhores efeitos sonoros.[4]

Globo de Ouro
- Indicado na categoria de melhor ator coadjuvante (John Cassavetes).